# World Series 2004
Le World Series 2004 sono state la 100ª edizione della serie di finale della Major League Baseball al meglio delle sette partite tra i campioni della National League (NL) 2004, i St. Louis Cardinals, e quelli della American League (AL), i Boston Red Sox. A vincere il loro sesto titolo furono i Red Sox per quattro gare a zero.
I Red Sox riuscirono a spezzare la "Maledizione del Bambino" vincendo le loro prime World Series dal 1918 quando Babe Ruth militava ancora tra le loro file. Con la vittoria anche dei New England Patriots nel Super Bowl XXXVIII, la città di Boston divenne la prima a vincere i due titoli nello stesso anno da Pittsburgh nel 1979. MVP della serie fu premiato Manny Ramírez che mantenne una media battuta di .412 con un fuoricampo e 4 punti battuti a casa.

## Sommario

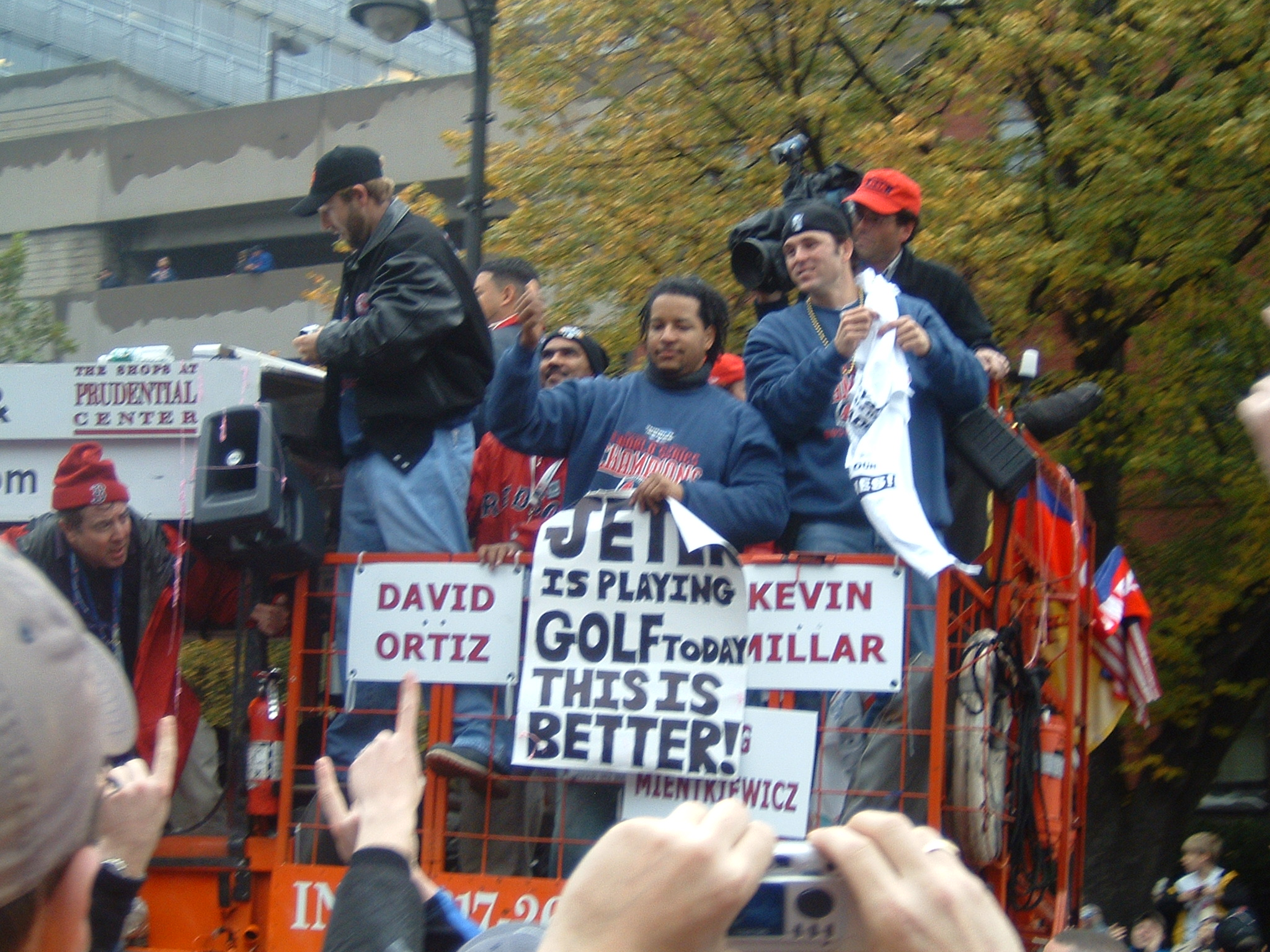
La parata per la vittoria dei Red Sox a Boston

Boston ha vinto la serie, 4-0.
| Gara | Data       | Risultato                                    | Stadio             | Tempo | Pubblico |
| ---- | ---------- | -------------------------------------------- | ------------------ | ----- | -------- |
| 1    | 23 ottobre | St. Louis Cardinals – 9, Boston Red Sox – 11 | Fenway Park        | 4:00  | 35.035   |
| 2    | 24 ottobre | St. Louis Cardinals – 2, Boston Red Sox – 6  | Fenway Park        | 3:20  | 35.001   |
| 3    | 26 ottobre | Boston Red Sox – 4, St. Louis Cardinals – 1  | Busch Stadium (II) | 2:58  | 52.015   |
| 4    | 27 ottobre | Boston Red Sox – 3, St. Louis Cardinals – 0  | Busch Stadium (II) | 3:14  | 52.037   |

## Hall of Famer coinvolti
- Red Sox: Pedro Martínez
- Cardinals: Tony La Russa (manager), Larry Walker